# Dingkana conterminus
Dingkana conterminus är en insektsart som beskrevs av Walker 1870. Dingkana conterminus ingår i släktet Dingkana och familjen hornstritar. Inga underarter finns listade i Catalogue of Life.